# Brygidyn
Brygidyn (też: Brygidów, ukr. Бріґідау, niem. Brigidau) – dawna nazwa wsi Łanówka (Ланівка) na Ukrainie, w rejonie stryjskim obwodu lwowskiego. Wieś liczy 1199 mieszkańców.
Miejscowość została założona w dobrach kameralnych drohobyckich w procesie kolonizacji józefińskiej przez osadników niemieckich (zobacz: Niemcy galicyjscy) wyznania luterańskiego w 1783. Kolonię lokowano na planie prostokąta podzielonego na regularne pola. Nazwa kolonii została nadana na cześć Józefa Brigido, gubernatora prowincji. W wydanej po raz pierwszy w 1786 r. książeczce pt. „Geografia albo dokładne opisanie królestw Galicyi i Lodomeryi” jej autor, hrabia Ewaryst Andrzej Kuropatnicki, podawał: Brygidów. Miasto cudzoziemcami kolonistami osadzone, a od nazwiska JWJP. Józefa Graffa S. R. J. de Brigido, gubernatora królestw Galicyi i Lodomeryi nazwane.
Na mocy Patentu Tolerancyjnego zawiązał się tu zbór luterański (parafia) zrzeszający ewangelików z tej i pobliskich miejscowości (kolonii).
Za II Rzeczypospolitej do 1934 samodzielna gmina jednostkowa. Następnie należała do zbiorowej wiejskiej gminy Grabowiec Stryjski w powiecie stryjskim w woj. stanisławowskiem. Po wojnie wieś weszła w struktury administracyjne Związku Radzieckiego.
Nazwę wsi zmieniono na obecną w 1947.